# Presidenti dell'Assemblea degli Esperti
Di seguito è riportato l'elenco dei presidenti dell'Assemblea degli Esperti, a partire dal suo insediamento, nel 1982.

## La lista
| # | Nome                                         | Inizio           | Fine            | Mandato        | Nascita           | Morte            |
| - | -------------------------------------------- | ---------------- | --------------- | -------------- | ----------------- | ---------------- |
| 1 | Ali Meshkini                                 | 12 novembre 1983 | 25 luglio 2007  | 1°, 2°, 3°, 4° | 2 dicembre 1921   | 30 luglio 2007   |
| 2 | Akbar Hashemi Rafsanjani                     | 25 luglio 2007   | 8 marzo 2011    | 4°             | 25 agosto 1934    | 8 gennaio 2017   |
| 3 | Mohammad-Reza Mahdavi Kani                   | 8 marzo 2011     | 21 ottobre 2014 | 4°             | 5 agosto 1931     | 21 ottobre 2014  |
| – | Mahmoud Hashemi Shahroudi (facente funzione) | 21 ottobre 2014  | 10 marzo 2015   | 4°             | 1º settembre 1948 | 24 dicembre 2018 |
| 4 | Mohammad Yazdi                               | 10 marzo 2015    | 24 maggio 2016  | 4°             | 2 luglio 1931     | Vivente          |
| 5 | Ahmad Jannati                                | 24 maggio 2016   | 21 maggio 2024  | 5°             | 23 febbraio 1927  | Vivente          |
| 6 | Mohammad-Ali Movahedi Kermani                | 21 maggio 2024   | In carica       | 1°             | 1932              | Vivente          |